# Wei Jiansu
Wei Jiansu (韋見素) (687–763), conhecido pelo nome de cortesia Huiwei (會微), formalmente intitulado Duque Zhongzhen de Bin (豳忠貞公), foi um político chinês que serviu como chanceler da dinastia Tang durante os reinados do Imperador Xuanzong e seu filho Imperador Suzong. Quando jovem, Wei serviu como ajudante militar ao pai do Imperador Xuanzong, o futuro Imperador Ruizong, então o Príncipe de Dan. Mais tarde, ocupou vários cargos regionais e de alto escalão na corte Tang em Chang'an, e embora sua conduta fosse aprovada, nas últimas fases de sua carreira era considerado controlável. Isso, junto com sua conexão precoce com o Imperador Ruizong, permitiu que o principal chanceler Yang Guozhong instalasse Wei como chanceler e diretor do bureau de exames no final do reinado do Imperador Xuanzong. 
Durante o caos da Rebelião de An Lushan, Wei acompanhou o Imperador Xuanzong e Yang em sua fuga de Chang'an e foi gravemente ferido quando a guarda imperial massacrou Yang e sua família. Posteriormente, após o Imperador Suzong reivindicar o título imperial e o Imperador Xuanzong abdicar, Wei inicialmente manteve seu cargo de chanceler, mas posteriormente foi transferido para posições de menos responsabilidade. Eventualmente, deixou completamente o cargo e faleceu na aposentadoria em 763.

## Início de vida
Wei Jiansu nasceu em 687, durante o primeiro reinado do Imperador Ruizong. Sua família era da capital da dinastia Tang, Chang'an, e traçava sua ascendência até uma linha de oficiais das dinastias Han, Cao Wei, Zhou do Norte, Sui, e Tang. O avô de Wei Jiansu, Wei Fu (韋福), serviu como prefeito de prefeitura, e seu pai, Wei Cou (韋湊), serviu como oficial durante os reinados do pai de Imperador Ruizong, Imperador Gaozong, mãe Wu Zetian, irmão Imperador Zhongzong, o próprio Imperador Ruizong e o filho de Imperador Ruizong, Imperador Xuanzong, sendo conhecido por sua honestidade e franqueza.
Wei Jiansu também passou nos exames imperiais, e durante a era Jinglong do Imperador Zhongzong (707-710), ele serviu como oficial militar na mansão do Imperador Ruizong, que na época era o Príncipe de Dan. Mais tarde, ele serviu como comandante da guarda e depois como oficial responsável pelo armazenamento na Prefeitura de Henan (河南府, englobando a capital oriental Luoyang).

## Durante o reinado do Imperador Xuanzong
Wei Cou faleceu durante a era Kaiyuan do Imperador Xuanzong (713–741), e Wei Jiansu deixou o serviço público para observar um período de luto. Uma vez que o período de luto terminou, ele se tornou o secretário-geral do tribunal supremo (大理寺丞, Dali Sicheng), e herdou o título de Duque de Pengcheng de seu pai. Em certo momento, foi acusado de uma ofensa perdida na história e foi rebaixado para ser o conselheiro militar do prefeito da Prefeitura de Fang (坊州, na moderna Yan'an, Shaanxi). Posteriormente, foi chamado de volta para ser um oficial de baixo escalão no ministério do tesouro e recebeu o título honorífico de Chaosan Daifu (朝散大夫). Em seguida, serviu no ministério da defesa, antes de se tornar Jianyi Daifu (諫議大夫), um consultor no escritório legislativo (中書省, Zhongshu Sheng) ou no escritório de exames (門下省, Menxia Sheng).
Em 746, Wei foi nomeado examinador das regiões de Jiangxi, Shannan (山南, ou seja, a parte norte da moderna Hubei), Qianzhong (黔中, ou seja, a moderna Guizhou e o oeste de Hunan), e Lingnan, para percorrer as regiões examinando os costumes locais e encontrar funcionários para promover ou rebaixar. Dizia-se que onde quer que ele fosse, era severo, e os funcionários também eram levados a ser severos. Ao retornar a Chang'an, foi nomeado Jishizhong (給事中, assistente imperial). Posteriormente, atuou como vice-ministro interino de obras públicas (工部侍郎, Gongbu Shilang), e então Shangshu You Cheng (尚書右丞), um dos secretários gerais no escritório executivo (尚書省, Shangshu Sheng). Em 750, foi nomeado vice-ministro de assuntos civis (吏部侍郎, Libu Shilang) e recebeu o título honorífico de Yinqing Guanglu Daifu (銀青光祿大夫). Dizia-se que Wei era gentil e perdoava, e que era justo na seleção de funcionários enquanto servia como vice-ministro de assuntos civis.
Enquanto isso, nesta época, os chanceleres Yang Guozhong e Chen Xilie não estavam em boas relações, e o Imperador Xuanzong não achava Chen um chanceler apropriado. Em 754, Chen renunciou e, inicialmente, o Imperador Xuanzong queria substituí-lo por Ji Wen (吉溫). Yang se opôs, porque Ji estava então alinhado com An Lushan, com quem Yang também tinha uma rivalidade. Yang consultou os funcionários Bao Hua (寶華) e Song Yu (宋昱), ambos os quais disseram a Yang que Wei era elegante, mas fácil de controlar. Yang assim recomendou Wei, e o Imperador Xuanzong, lembrando-se do serviço de Wei ao Imperador Ruizong enquanto o Imperador Ruizong era o Príncipe de Dan, concordou. No outono de 754, o Imperador Xuanzong fez de Wei o ministro da defesa (武部尚書, Wubu Shangshu) com a designação Tong Zhongshu Menxia Pingzhangshi (同中書門下平章事), tornando-o um chanceler de facto. Ele também fez de Wei um estudioso imperial no Instituto Jixian (集賢院) e o colocou no comando do escritório de exames. Dizia-se que porque Yang recomendou Wei, Wei seguiu suas direções, e que ele não fez nada para moderar o crescente conflito entre Yang e An, eventualmente levando à rebelião de An em 755.
Em 756, depois que as forças avançadas de An derrotaram e capturaram o general Tang Geshu Han em Tong Pass, o Imperador Xuanzong, sob conselho de Yang, decidiu abandonar Chang'an e fugir para o Circuito Jiannan (劍南, com sede em moderna Chengdu, Sichuan). Em 13 de julho, o trem imperial, sem anunciar ao povo de Chang'an, partiu de Chang'an, com o Imperador Xuanzong acompanhado pelos membros da família imperial, Yang, Wei Jiansu, o oficial Wei Fangjin (魏方進), o general Chen Xuanli (陳玄禮), e eunucos e damas de companhia próximos ao imperador.
Em 15 de julho, O comboio do Imperador Xuanzong chegou à Estação de Mawei (馬嵬驛, na moderna Xianyang, Shaanxi). Os guardas imperiais não foram alimentados e ficaram zangados com Yang Guozhong. Chen também acreditava que Yang Guozhong provocou esse desastre e planejava levá-lo — e relatou seus planos a Li Heng através do eunuco de Li Heng, Li Fuguo, mas Li Heng hesitou e não deu aprovação. Enquanto isso, emissários do Império Tibetano, que seguiram o Imperador Xuanzong para o sul, estavam se encontrando com Yang Guozhong e reclamando que também não estavam sendo alimentados. Os soldados da guarda imperial aproveitaram essa oportunidade para proclamar que Yang Guozhong estava planejando traição junto com os emissários do Tibetano, e o mataram, juntamente com seu filho Yang Xuan (楊暄), as Damas de Han e Qin, e Wei Fangjin. Wei Jiansu também quase foi morto, mas foi poupado no último momento com graves ferimentos.
Os soldados então cercaram o pavilhão do Imperador Xuanzong e se recusaram a dispersar mesmo depois que o Imperador Xuanzong saiu para confortá-los e ordenar que se dispersassem. Chen publicamente instou-o a executar a concubina favorita do Imperador Xuanzong e prima de Yang Guozhong, Consorte Yang Yuhuan — o que o Imperador Xuanzong inicialmente recusou. Depois que o filho de Wei Jiansu, Wei E (韋諤), e Gao Lishi falaram mais, o Imperador Xuanzong finalmente resolveu fazê-lo. Portanto, ele ordenou que Gao levasse Consorte Yang para um santuário budista e a estrangulasse lá. O Imperador Xuanzong fez com que Li Mao (李瑁), o Príncipe de Shou, visitasse Wei Jiansu e lhe desse medicação.
Após a partida de Li Heng, o Imperador Xuanzong continuou sua jornada para o sul, mas os soldados estavam descontentes, alguns chegando a amaldiçoar o imperador. Por sorte, uma grande quantidade de seda da Comandância de Shu (蜀郡, aproximadamente Chengdu moderna) chegou. O Imperador Xuanzong declarou aos soldados que a rebelião era culpa dele e que os soldados deveriam levar a seda e depois retornar para casa, permitindo apenas que o comboio imperial seguisse para a Comandância de Shu. Os soldados ficaram tocados e não consideraram mais se rebelar contra o imperador. No outono de 756, após o Imperador Xuanzong chegar à Comandância de Baxi (巴西, aproximadamente Mianyang, Sichuan), ele fez de Wei, além de ministro da defesa, o Zuo Xiang (左相) - o chefe do departamento de exames e um cargo considerado para um chanceler. Quando chegaram à Comandância de Shu, o Imperador Xuanzong ainda o nomeou Duque de Bin e lhe deu o título honorífico de Jinzi Guanglu Daifu (金紫光祿大夫).

## Durante o reinado do Imperador Suzong
Enquanto isso, Li Heng havia se autodeclarado imperador em Lingwu (como Imperador Suzong). Quando os mensageiros do Imperador Suzong chegaram ao Imperador Xuanzong, ele deu sua aprovação pública e assumiu o título de Taishang Huang (imperador aposentado). Ele enviou Wei Jiansu e outros chanceleres, Fang Guan e Cui Huan, a Lingwu para oficialmente investir o Imperador Suzong como imperador e lhes entregou o selo imperial e o édito passando oficialmente o trono. Eles encontraram o Imperador Suzong, que estava então lançando um contra-ataque, em Shunhua (順化, na moderna Qingyang, Gansu), e ofereceram o selo e o édito ao Imperador Suzong. O Imperador Suzong recusou, afirmando que, com o império ainda em tumulto, não era um momento apropriado para ele assumir oficialmente o trono, em vez disso, colocou o selo e o édito de lado e os homenageou diariamente, pois representavam o Imperador Xuanzong.
Enquanto isso, o Imperador Suzong havia ficado impressionado com a reputação de Fang e, portanto, especialmente honrou Fang, dando-lhe a maioria das responsabilidades. Em contraste, o Imperador Suzong ficou descontente com a maneira como Wei havia seguido as direções de Yang Guozhong e, portanto, não o respeitou muito, embora tenha permitido que Wei permanecesse como chanceler por algum tempo. Na primavera de 757, Wei foi feito Zuo Puye (左僕射), um dos chefes do departamento executivo, e removido de seu cargo de chanceler. Posteriormente, ele foi nomeado conselheiro sênior do príncipe herdeiro. Depois que o Imperador Suzong recapturou Chang'an no outono de 757, ele enviou Wei para Shu para escoltar o Imperador Xuanzong de volta a Chang'an. Após Wei trazer o Imperador Xuanzong de volta a Chang'an, ele recebeu o título honorífico de Kaifu Yitong Sansi (開府儀同三司).
No Shangyuan era do Imperador Suzong (760-761), Wei solicitou aposentadoria devido a uma doença no pé, e o Imperador Suzong permitiu que ele o fizesse. Ele faleceu por volta do ano novo de 763, pouco depois que o próprio Imperador Suzong havia falecido e sido sucedido por seu filho Imperador Daizong. Wei recebeu honras póstumas e um sepultamento oficial.